# Список персонажей Re:Zero. Жизнь с нуля в альтернативном мире
«Re:Zero. Жизнь с нуля в альтернативном мире» (яп. Re：ゼロから始める異世界生活 Ри Дзэро кара хадзимэру исэкай сэйкацу) — роман, написанный Таппэем Нагацуки. Он имеет адаптации в ранобэ, мангу, аниме и визуальную новеллу. Его действие происходит в вымышленном фэнтезийном мире, большая часть событий описывается с точки зрения главного героя — Субару Нацуки, чья любовь к Эмилии и желание спасти её и других близких ему людей от злого рока являются центральными темами произведения. В романе фигурирует значительное число второстепенных и эпизодических персонажей.

## Сторонники Эмилии

Слева направо: Эмилия, Пак, Субару

Субару Нацуки (яп. ナツキ・スバル (菜月 昴) Нацуки Субару)
Сэйю: Юсукэ Кобаяси
Главный герой, анимешник и хикикомори, обладающий импульсивным и самовлюблённым характером, за которыми скрыта его неуверенность в своих силах и многочисленные комплексы. По пути из магазина оказался в параллельном мире, где встретил Эмилию — девушку, спасшую его от грабителей. Обладает способностью возвращаться в определённый момент в прошлом в случае смерти, но рассказать об этой способности не может, потому что, пытаясь сделать это, он видит тянущиеся к его сердцу руки и ощущает невыносимую боль. Влюблён в Эмилию с первого взгляда, всеми силами старается помочь ей, даже когда она этого не требует или открыто просит его не вмешиваться.
После того, как спас Эмилию от убийцы, Субару был доставлен в поместье Розваля Л. Мейзерса. Сначала он вызывал подозрения со стороны прислуги, Рем и Рам, и даже оказывался убит ими, но затем он спас Рем во время нападения демонозверей, чем заслужил их доверие. Во время развития событий второй и третьей арки, она и Субару развивают определённые чувства к друг другу, вплоть до его признания ей в любви в ответ на провокацию Рем и осознания Субару его искренней любви к обеим девушкам и желания остаться с ними в конце третьей арки веб-романа, однако из-за нападения архиепископов чревоугодия и жадности та впадает в кому, в которой находится на момент событий шестой арки. Таким образом, попытки вернуть Рем из комы становятся важной частью мотивации Субару в его действиях в последующих событиях произведения.
Он излучает «запах Ведьмы», привлекающий демонозверей и ощущаемый некоторыми людьми (в том числе и Рем). Подтянут, делает утреннюю зарядку, в некоторой мере владеет приёмами рукопашного боя, однако при этом по признанию автора является практически самым слабым персонажем романа. Может использовать магию тьмы, но после боя с Юлиусом его «врата маны» оказались повреждены. Впоследствии заключил контракт с Беатрис, используя её вместо врат, и теперь может ограниченно использовать магию. В ходе истории получает два Полномочия, жадности и лени. Старается развивать свои умения: так, от Клинда он научился паркуру и обращению с кнутом, а с Беатрис разработал магические техники EMM (остановка времени) и EMT (предотвращает использование маны в пределах нескольких метров от Беатрис и Субару).
Изданием Newtype Субару был признан лучшим мужским персонажем в сезоне с октября 2015-го года по сентябрь 2016-го.
Эмилия (яп. エミリア Эмириа)
Сэйю: Риэ Такахаси
Главная героиня, сереброволосая полуэльфийка, самый любимый персонаж автора в серии. Одна из кандидаток в королевы, владеет эмблемой, подтверждающей это. В первой временной линии спасает Субару от хулиганов, тогда же называется ему именем ведьмы зависти — «Сателла». Из-за внешней схожести с ней часто подвергается пренебрежительному отношению. Владеет магией воды, огня, воздуха и земли. К Субару относится как к непослушному ребёнку, о котором необходимо заботиться, однако после его признания в любви к ней, Эмилия начинает развивать глубокую привязанность и симпатию к Субару.
Эмилию воспитывала тётка, Фольтона. Они жили в деревне где-то в Элиорском лесу. Другом их семьи был Петельгейзе, будущий архиепископ греха. За более чем сто лет до текущих событий на их деревню нападает ведьма притворства, Пандоры, которая обманом заставляет Петельгейзе убить Фольтону. Ведьма говорит Эмилии, что именно Фольтона была её реальной матерью. Малолетняя Эмилия замораживает весь лес и саму себя, при этом частично потеряв память. Спустя сотню лет, за шесть лет до начала событий ранобэ, Эмилия освобождается и встречает Пака. После этого она решает участвовать в королевских выборах, чтобы освободить жителей своей деревни, в этом её ведёт Розваль.
Пак (яп. パック Пакку)
Сэйю: Юми Утияма
Бесполый дух, с которым заключила контракт Эмилия. Выглядит как серая голубоглазая кошка, на левом ухе носит золотую серьгу. Появляется с девяти часов утра до пяти часов вечера, в ночное время восстанавливает силы, находясь внутри магического камня. Он может свободно менять свои размеры, владеет несколькими видами магии, понимает мысли людей через их эмоции и поведение. Эмилию ласково называет «Лия».
Пак был одним из духов, созданных ведьмой жадности, Ехидной. После её смерти 300 лет бродил по миру, пока не нашёл Эмилию.
В 4-й арке веб-романа разорвал контракт с Эмилией, чтобы та могла пройти испытания в гробнице ведьмы жадности.
Отто Сувен (яп. オットー・スーウェン Отто Су:вэн)
Сэйю: Кохэй Амасаки
Сероволосый юноша, купец, поддерживал Эмилию и официально присоединился к её лагерю. Может использовать магию земли, владеет способностью говорить с любыми живыми существами.
Гарфиэль Тинзель (яп. ガーフィール・ティンゼル Га:фи:ру Тиндзэру)
Младший брат Фредерики, светловолосый мальчик. После поражения в бою с Субару вступил в лагерь Эмилии.

### Поместье Розваля

Беатрис, Розваль Л. Мейзерс, Рам, Рем

Розваль Л. Мейзерс (яп. ロズワール・L・メイザース Родзува:ру Л. Мэйдза:су)
Сэйю: Такэхито Коясу
Маркграф, член совета старейшин и один из сильнейших магов империи, опекун Эмилии. Является потомком легендарной героини Розваль. Имеет разноцветные глаза (синий и желтый) и фиолетовые волосы, по манере одеваться, с точки зрения Субару, похож на клоуна.
В четвёртой арке веб-романа выясняется, что первый Розваль был учеником Ехидны. Он использует тела своих потомков, в том числе нынешнего Розваля, в попытках воскресить своего наставника. Поддерживает Эмилию для того, чтобы убить дракона, запечатавшего Ехидну. Владеет одной из двух полных версий Евангелия, где описаны все события, которые когда-либо происходили или произойдут (она впоследствии было уничтожено Рам). Заинтересован в Субару, использует его и стоит за многими отрицательными событиями, как до его появления, так и после.
Рем (яп. レム Рэму)
Сэйю: Инори Минасэ
Кухарка при поместье Розваля. Синеволосая огресса, имеет рожок, дающий ей магическую силу. В детстве не обладала выдающимися способностями, в отличие от своей сестры, из-за чего считала себя неполноценной. После того, как Рам потеряла рожок, Рем стала оберегать её. Говорит в подчёркнуто вежливом стиле. Чувствовала у Субару запах ведьмы, из-за чего трижды убивала его. После того, как тот заслуживает её доверие и спасает её, Рем глубоко влюбляется в Субару, после чего несколько раз декларирует ему свои чувства и оказывает всяческую поддержку в приключениях, соглашаясь даже стать его второй женой, если представится такая возможность. Владеет магией воды, в качестве оружия использует моргенштерн.
В дальнейшем она была поглощена архипреступником обжорства, все следы её существования были стёрты и лишь Субару помнил о ней, после чего желание спасти её становятся одной из главных мотиваций для Субару в последующих сюжетных арках. В одном из рассказов серии «Что если..» описывается вариант событий, где Субару и Рем бегут в Карараги и счастливо живут с двумя детьми, Ригелем и Спикой.
Рем — самый популярный персонаж Re:Zero в фанатской среде. В голосовании журнала Newtype она занимала восьмое место в августовском номере, пятое в сентябрьском и первое в октябрьском. Помимо этого, этим же изданием Рем и её сейю Инори Минасе были признаны лучшим женским персонажем и сейю соответственно, за сезон с октября 2015-го года по сентябрь 2016-го. Из-за неожиданного спроса продажа дакимакур с Рем была отложена. Инори Минасэ вместе с Риэ Мурокавой также исполнила эндинг "Dai Dai Daisuki" (яп. ダイ・ダイ・ダイスキ) к основанной на произведении игре Re:ZERO -Starting Life in Another World- DEATH OR KISS от лица Рем и Рам соответственно, помимо этого сама Рем вместе с Эмилией выступала центральными персонажами как в рекламной компании самой игры, так и посвящённой миру франшизы энциклопедии «Зеропедия».
Рам (яп. ラム Раму)
Сэйю: Риэ Муракава
Прачка и кухарка при поместье Розваля, красноволосая огресса и старшая сестра-близнец Рем, отличающаяся от последней более активным и едким характером. В детстве обладала выдающимися способностями, из-за чего в деревне огров ей и её сестре сохранили жизнь, хотя по обычаю однороговых близнецов принято убивать, однако впоследствии потеряла рог после нападения культистов на деревню они. В связи с этим она вынуждена постоянно подпитывать ману при помощи Розваля, а также выполнять намного меньшей объём работы в поместье чем её сестра. Часто подшучивает над Субару, его имя искажает как «Барусу», владеет магией воздуха.
Беатрис (яп. ベアトリス Бэаторису)
Сэйю: Сатоми Араи
Дух-библиотекарь, сохраняющая секретные книги в поместье Розваля, выглядит как маленькая девочка, хотя её возраст превосходит четыре сотни лет, любит играть с Паком. Имеет способность присоединять вход в библиотеку к любой закрытой двери поместья. Саму себя называет Бетти, часто заканчивает фразы словом «касира» («возможно, полагаю, видимо» (яп. かしら kashira)). Несмотря на холодное обращение с Субару, в 4-й арке веб-романа заключает с ним контракт для защиты. Владеет магией тьмы.
Беатрис является духом, она была создана Ехидной, которую считает матерью. Последним приказом ведьмы жадности было сохранение её библиотеки в поместье Розваля. Беатрис владеет другой полной версией Евангелия.
Фредерика Бауман (яп. フレデリカ・バウマン Фурэдэрика Бауман)
Сэйю: Каори Надзука
Горничная в поместье Розваля, светловолосая девушка. Старшая сестра Гарфиэля Тинселя. Частично принадлежит к зверолюдям, из-за чего её рост на голову выше, чем Субару, а в физической силе она примерно равна ему. Обладает клыками, которые некоторые из окружающих считают неприятными.
Льюис Мейер (яп. リューズ・メイエル Рю:дзу Мэйэру)
Девочка-полукровка, 400 лет назад жила в Святилище и была единственной подругой Беатрис. На ней Ехидна проводила эксперименты, связанные с бессмертием, в результате чего были созданы несколько её копий. Сама она была использована для подпитки барьера во время нападения Гектора, ведьмака уныния; её настоящее тело было заключено в кристалл. Копии Льюис никогда не встречались с Беатрис, но много помогали Субару, который называл их по буквам греческого алфавита: Сигма, Тета и т. д. В конце четвёртой арки веб-романа Ехидна тайно перенесла свою душу в тело Льюис Омеги, взяв данное Субару прозвище в качестве имени.

### Деревня Арам
Мильде Арам (яп. ミルデ・アーラム Мирудэ А:раму)
Сэйю: Маки Идзава
Глава деревни Арам, пожилая женщина. Несмотря на возраст, полна сил, из-за чего получила прозвище «Снова молодая старушка».
Мураоса (яп. ムラオサ Мураоса)
Младший брат главы деревни.
Петра Лейт (яп. ペトラ・レイテ Пэтора Рэйтэ)
Сэйю: Марика Коно
Жительница деревни Арам, девочка с красновато-коричневыми волосами. Мечтала шить одежду в столице, но затем была обучена как горничная в поместье Розваля. Обладает хорошей памятью, с Субару часто ведёт себя непринуждённо, обыденно, нередко получает выговоры от Рам и Фредерики.
Мильд (яп. ミルド Мирудо)
Сэйю: Юмико Кобаяси
Меина (яп. メイーナ Мэи:на)
Сэйю: Юки Кувахара
Каин (яп. カイン Каин)
Сэйю: Минами Синода
Даин (яп. ダイン Даин)
Сэйю: Сидзука Исигами
Лука (яп. リュカ Рюка)
Сэйю: Юна Ёсино

### Дом Милод
Аннерозе Милод (яп. アンネローゼ・ミロード Аннэро:дзэ Миро:до)
Член дома Милод, укрыла Субару и тех, кто был с ним после нападения Эльзы.
Клинд (яп. クリンド Куриндо)
Дворецкий семьи Мирод. Находится в плохих отношениях с Фредерикой.

## Сторонники Круш

Феликс, Вильгельм, Круш

Круш Карстен (яп. クルシュ・カルステン Курусю Карусутэн)
Сэйю: Юка Игути
Двадцатилетняя девушка, считается наиболее сильной кандидаткой на королевский престол. Чтобы исполнять обязанности главы дома Карстен, надевает мужскую одежду. Прямая, образованная, хорошо владеет мечом. Имеет воинственный характер, желает стать правительницей, чтобы сделать страну независимой от договора, заключённого с драконом. С детства дружила с принцем Фурье Лугуника. После того, как её воспоминания были поглощены, она проявила сильную сторону своей натуры, которая смешалась с её изначальным характером, когда воспоминания вернулись. Владеет магией воздуха.
Вильгельм ван Астрея (яп. ヴィルヘルム・ヴァン・アストレア Вирухэруму ван Асуторэа)
Сэйю: Кэнъю Хориути, Кайто Исикава (в молодости)
Сопровождающий Круш шестидесятилетний старик. Носит прозвище «Демон меча». Был глубоко привязан к своей покойной жене Терезии ван Астрее. Дед Рейнхарда. Ранее носил фамилию Ториас.
Феликс Аргайль (яп. フェリックス・アーガイル Фэриккусу А:гайру)
Сэйю: Юи Хориэ
Рыцарь Круш, молодой человек, похожий на кошку из-за внебрачной связи своей матери, хотя вся его семья — люди. В непринуждённой обстановке его называют Феррис (яп. フェリス Фэрису), сам себя называет Фери-тян (яп. フェリちゃん Фэри-тян). Любит дразнить других людей, особенно тех, кто при первой встрече принимают его за девушку, часто использует женский стиль разговора. Владеет магией воды, обладает способностью исцеления.

## Сторонники Анастасии

Анастасия, Юлиус, Аль, Присцилла

Анастасия Хосин (яп. アナスタシア・ホーシン Анасутасиа Хо:син)
Сэйю: Кана Уэда
Кандидатка на королевский престол. Девушка с длинными лиловыми волосами. Сирота. Говорит на диалекте, похожем на кансайский. Бережлива, заботится прежде всего о собственной выгоде, но не забывает радоваться удачам окружающих. Всегда возвращает долги, держит данные ею слова. Имеет коммерческую жилку, начинала с должности помощника в маленькой компании в Карарагских трущобах, впоследствии поднялась до главы крупной международной фирмы. Хотя она является однофамилицей основателя государства Карараги, не имеет с ним родства. Владеет духом по имени Ехидна (яп. エキドナ/襟ドナ Экидона), который может принимать форму белого лиса или шарфа.
Юлиус Евклиус (яп. ユリウス・ユークリウス Юриусу Ю:куриусу)
Сэйю: Такуя Эгути
Юноша с лиловыми волосами, рыцарь-телохранитель Анастасии. Нарочито вежливый, но при этом отважный воин, в рыцарской иерархии идёт сразу после Маркоса. Уступает в навыках Рейнхарду, не силён в магии и в целом не обладает выдающимися способностями, но имеет высокий голос, по этим причинам был прозван «Изящнейшим рыцарем». Тем не менее, он не стыдится этого прозвища, а твёрдо намерен идти по пути рыцаря. Строг к себе и другим, осторожен и осмотрителен. Находится в дружеских отношениях с Рейнхардом и Феррис. Находится в плохих отношениях с Субару из-за его дерзкого поведения, после битвы с Белокитом они оба принесли друг другу извинения, но пренебрежительное отношение сохранили. Владеет способностью ловли духов, может видеть их и говорить с ними, но не любит этого делать. Может заключать контракты с духами всех шести стихий, повышая свои характеристики в бою. Был поглощён Роем Альфардом, но после объяснений Субару вернулся на службу к Анастасии.
Йошуа Евклиус (яп. ヨシュア・ユークリウス Ёсюа Ю:куриусу)
Младший брат Юлиуса, посланец Анастасии в доме Миролд.. Похож на Юлиуса внешне, носит монокль. Не владеет боевыми искусствами. В критических ситуациях полагается на брата, при этом часто ссорится с ним. Был поглощён архипреступником, но Субару не смог пробудить его, как и Рем, из-за чего он остаётся в летаргическом сне.

### Отряд «Железный клык»
Рикард Велкин (яп. リカード・ウェルキン Рика:до Вэрукин)
Сэйю: Кэндзи Номура
Глава «Железного клыка», личной наёмной армии Анастасии, её старый знакомый. Двухметровый собакоподобный зверочеловек. Довольно хорошо говорит на диалекте Карараги.
Мими Перлбатон (яп. ミミ・パールバトン Мими Па:рубатон)
Сэйю: Юкиё Фудзии
Кошкодевочка, по росту не доходит даже до пояса Субару, поэтому другими считается ребёнком. Заместитель главы «Железного клыка».
Хетаро Перлбатон (яп. ヘータロー・パールバトン Хэ:таро: Па:рубатон)
Сэйю: Мэгуми Хан
Младший брат Мими, внешне похож на неё. Любит дразнить свою эмоциональную сестру, но на поле боя может выходить вместо неё и командира для управления войсками.
Тиви Перлбатон (яп. ティビー・パールバトン Тиби: Па:рубатон)
Младший брат Мими. Похож внешне на сестру, носит монокль. Самый смышлёный из троицы, правая рука Анастасии.

## Сторонники Присциллы
Присцилла Бариэль (яп. プリシラ・バーリエル Пурисира Ба:риэру)
Сэйю: Юкари Тамура
Кандидатка на королевский престол. Девятнадцатилетняя красноглазая блондинка. Хвастлива и заносчива, крайне искусна в танцах. Крайне честолюбива, считает, что мир существует лишь для её развлечения. Владеет магией света.
Аль (Альдебаран) (яп. アル（アルデバラン） Ару (Арудэбаран))
Сэйю: Кэйдзи Фудзивара
Рыцарь Присциллы, сам себя воспринимает больше как её попечитель. Однорукий мужчина 35-40 лет, одетый как разбойник, на голове носит шлем, закрывающий лицо. Был мечником в империи Волакия. Восемнадцать лет назад был призван из другого мира, примерно в то же время потерял руку и изувечил лицо.
Шульт (яп. シュルト Сюруто)
Мальчик-сирота, паж Присциллы.

## Сторонники Фельт
Фельт (яп. フェルト Фэруто)
Сэйю: Тинацу Акасаки
Светловолосая 15-летняя девушка с красными глазами. Жила в трущобах, чтобы прожить промышляла воровством. Несмотря на отсутствие какой-либо опоры не ожесточилась на мир. Опекалась стариком Ромом, он же дал ей имя, обращается с ним как с настоящим дедушкой и членом семьи. Украла у Эмилии её значок, а после его нахождения была похищена Рейнхардом, заметившим свечение значка в руке Фельт. Впоследствии выяснилось, что она является похищенной в детстве принцессой.
Старик Ром (Вальга Кромвель) (яп. ロム爺 （バルガ・クロムウェル） Рому-дзи (Варуга Куромувэру))
Сэйю: Мугихито
Хозяин таверны и ломбарда, где торгует краденым. Опекает Фельт. Принадлежит к расе великанов. Во время «войны полулюдей» был одним из трёх командующих армией полулюдей.
Рейнхард ван Астрея (яп. ラインハルト・ヴァン・アストレア Райнхаруто ван Асуторэа)
Сэйю: Юити Накамура
Известнейший королевский рыцарь, рыжеволосый юноша. Владеет «Святым мечом», способным мгновенно разбить любой обычный меч. Его нельзя достать просто так, он сам выбирает, когда выйти из ножен.

## Знать Лугуники
Миклотов Мак-Махон (яп. マイクロトフ・マクマホン Майкуротофу Макумахон)
Сэйю: Мотому Киёкава
Глава совета старейшин королевства Лугуника, седой длиннобородый старик.
Бордо Зельгеф (яп. ボルドー・ツェルゲフ Борудо: Дзэругэфу)
Один из членов совета старейшин.
Маркос Гильдарк (яп. マーコス・ギルダーク Ма:косу Гируда:ку)
Сэйю: Тэцу Инада
Глава королевского рыцарского ордена.
Хейнкел Астрея (яп. ハインケル・アストレア Хайнкэру Асуторэа)
Вице-глава королевского рыцарского ордена, отец Рейнхарда ван Астреи.
Рикерт (яп. リッケルト Риккэруто)
Сэйю: Ютака Аояма
Один из чиновников Лугуники.
Лейп Бариэль (яп. ライプ・バーリエル Райпу Ба:риэру)
Граф, покойный муж Присциллы.
Киритака Мьюз (яп. キリタカ・ミューズ Киритака Мюудзу)
Представитель торговцев Лугуники. Фигурирует в сборнике рассказов.
Рассель Феллоу (яп. ラッセル・フェロー Рассэру Фэро:)
Сэйю: Тору Окава
Один из купцов столицы, светловолосый мужчина. Заинтересован только в выгоде, в каждом деле он просчитывает, сколько может получить, даже женился он по расчёту. Обладает магической способностью «оценки»: он может точно оценить качество, плохие и хорошие стороны вещи.

## Бывшая королевская семья
Рендхал Лугуника (яп. ランドハル・ルグニカ Рандохару Ругуника)
41-й король Лугуники. Умер в результате болезни.
Форд Лугуника (яп. フォルド・ルグニカ Форудо Ругуника)
Младший брат короля, предполагаемый отец Фельт.
Забинель Лугуника (яп. ザビーネル・ルグニカ Дзаби:нэру Ругуника)
Первый принц Лугуники.
Фурье Лугуника (яп. フーリエ・ルグニカ Фу:риэ Ругуника)
Четвёртый принц Лугуники, друг детства Круш Карстен. Фигурирует в первом томе-ответвлении.

## Жители столицы
Кадомон Риш (яп. カドモン・リッシュ Кадомон Риссю)
Сэйю: Кэнта Миякэ
Торговец фруктами в королевской столице. Мускулистый мужчина, часто держит веточку во рту. Имеет жену (сэйю: Хибику Ямамура) и дочь (сэйю: Аими Танака).
Гастон, Рачинс, Канбери (яп. ガストン、ラチンス、カンバリー Гасутон, Ратинсу, Канбари:)
Сэйю: Итару Ямамото, Гэнки Муро, Дайки Ямасита
Уличные грабители, встречающиеся в подворотнях столицы.

## Наёмные убийцы
Эльза Гранхирт (яп. エルザ・グランヒルテ Эрудза Гуранхирутэ)
Сэйю: Мамико Ното
Профессиональная убийца из Густеко, девушка с длинными чёрными волосами, одета в чёрную одежду, носит меч. Садистка, помешанная на сражениях, любит смотреть и трогать внутренние органы людей, особенно кишки, поэтому чаще всего целится в зону живота противника. В детстве, будучи сиротой-вором, была поймана и чуть не изнасилована лавочником, но убила его, вскрыв живот лежащим рядом стеклом, впервые ощутив от этого удовольствие. В начале произведения охотится за эмблемой Эмилии. Пытается купить её у Фельт, но в первых временных линиях убивает её, Рома и Субару, в третьей была поражена при поддержке Рейнхарда и отступила, обещая вернуться и отомстить Субару. В 4 арке веб-романа напала на поместье и погибла там, сгорев в пожаре. Тогда же стало известно, что она была нанята Розвалем для того, чтобы направить Субару по нужному ему пути.

## Архиепископы грехов
Петельгейзе Романе-Конти (яп. ペテルギウス・ロマネコンティ Пэтэругиусу Романэконти)
Сэйю: Ёсицугу Мацуока
Архиепископ греха лени. Мужчина с короткими зелёными волосами и чёрными безэмоциональными глазами. Носит чёрную, зелёную и красную мантии и священническое облачение. Предпочитает говорить, находясь в странном положении, например, согнувшись или щекоча свою голову, любит самобичевание. Самый усердный почитатель Сателлы среди архиепископов. Сотню лет назад был близким другом Эмилии и её тёти, Фортуны, но во время нападения Регулуса Корнеаса и Пандоры на их деревню убил Фортуну и сошёл с ума. На данный момент мёртв.
Лей Батенкайтос (яп. ライ・バテンカイトス Рай Батэнкайтосу)
Архиепископ греха обжорства, воплощающий изысканность в еде. Низкорослый тёмноволосый мальчик, носит лохмотья, под которыми прячет многочисленные следы от побоев. Ненавидит торговцев, считая их теми, кто набивает карманы за счёт выдуманных цен на товары и оценивает людей только как вещи. Как Рой и Луи, мало обращает внимание на еду, но больше — на компанию, с которой ест.
Рой Альфард (яп. ロイ・アルファルド Рой Аруфарудо)
Архиепископ греха обжорства, воплощающий необычные способы еды. Как и Лей, темноволосый и носит кусок ткани в качестве одежды. Носит пару мечей.
Луи Арнеб (яп. ルイ・アルネブ Rui Arunebu)
Архиепископ греха обжорства, воплощающий насыщение. Маленькая светловолосая девочка с голубыми глазами. К Рою и Лею обращается по имени, что намекает на их родственные связи.
Регулус Корниас (яп. レグルス・コルニアス Рэгурусу Коруниасу)
Архиепископ греха жадности. Худощавый седой мужчина с непримечательной внешностью. Разговорчив, сам не считает себя эгоистом, но если кто-то начинает расходиться с ним во мнении, Регулус обвиняет его в «нарушении прав». Сотню лет назад имел 78 жён, сейчас же их число только возросло. На данный момент мёртв.
Сириус Романе-Конти (яп. シリウス・ロマネコンティ Сириусу Романэконти)
Архиепископ греха гнева.
Капелла Эмерада Лугника (яп. カペラ・エメラダ・ルグニカ Капэра Эмэрада Ругуника)
Архиепископ греха похоти. Её истинная внешность неизвестна, она может превращаться в чёрного дракона, самодостаточную женщину, деревенскую девочку и т. д. Говорит крайне грубо, полна детской жестокости. Считает, что вся любовь и уважение в мире должны быть обращены только на неё, для этого изменяет свою и чужую внешность.

## Ведьмы грехов
Сателла (яп. サテラ Сатэра)
Ведьма зависти. По легенде, является среброволосой полуэльфийкой. Мудрец Флюгель, первый Святой Меча, Рейд, и дракон Волканика совместными усилиями не смогли её уничтожить, но запечатали в храме у Великой водной стены. Упоминается, что в период своего расцвета она имела в своём распоряжении две тысячи темных рук. Фактически, Ведьма зависти и Сателла — две разные противоборствующие личности, образовавшиеся, когда Сателла приняла несовместимые с ней Ведьминские гены. Из-за этого она сошла с ума и уничтожила шесть других ведьм и половину мира. Обе личности любят Субару, а Ведьма зависти ревнует его к любым другим женщинам.
Ехидна (яп. エキドナ Экидона)
Ведьма жадности. Появляется в облике черноглазой беловолосой девушки, носящей чёрное платье. Крайне любопытная и любящая знания, владеет «Книгой Мудрости», в которой записаны все знания мира. Заинтересовалась в Субару из-за его способности возвращения через смерть, стала его советчиком. Для экспериментов, в том числе с бессмертием, 400 лет назад создала Святилище, где собирала полулюдей. Розвааль Первый был её учеником, а Беатрис — созданной ею дочерью. Собрала у себя души других пятерых ведьм. В 19 лет умерла и силой дракона была запечатана в гробнице.
Минерва (яп. ミネルヴァ Минэрува)
Ведьма гнева. Голубоглазая золотоволосая девушка. Ненавидит конфликты, пыталась прекратить все вооружённые споры, но не смогла. Ненавидит раны, поэтому стала их лечить, но из-за того, что мана для её способности вытягивается из других мест, стали происходить природные катаклизмы, поэтому она не обращает внимания на те раны, которые не видит. Под конец жизни сошла с ума.
Сехмет (яп. セクメト Сэкумэто)
Ведьма лени. Девушка с длинными пурпурными волосами, болезненной белой кожей и губами. Носит чёрное, грязное и мятое священническое одеяние. Ленива во всём, говорит вздохами, её особые способности неизвестны, при этом она может выпускать дюжину тёмных рук, и таким образом её сил хватает для противостояния Ведьме зависти. Чтобы не создавать себе проблем, выгоняла драконов за Великую водную стену. Умерла, упав в неё во время последней своей битвы.
Дафна (яп. ダフネ Дафунэ)
Ведьма обжорства. Выглядит как худая, малоэмоциональная девочка с серыми волосами, заплетёнными в два хвоста. Находится в гробе с ногами, её глаза завязаны. Взглядом или прикосновением может заставить человека чувствовать сильный голод, такой, что он будет есть самого себя, не обращая внимание ни на что. Сама она никогда не чувствовала насыщения, ела всё, что попадёт под руку. Помещена в ходячий гроб для сохранения энергии и спасения других от её силы. Создала трёх великих демонозверей: Белого Кита, Черного Змея и Великого Кролика. Она хотела, чтобы люди ели их и не чувствовали голод, но они сами стали есть людей. Любит называть других по придуманным ею прозвищам, например Субарун (Субару), Дона-Дона (Ехидна), Мет-Мет (Сехмет), Нер-Нер (Минерва), Мила-Мила (Кармилла). По словам Ехидны, её правый глаз обладает невероятной и страшной силой. Умерла от обезвоживания в иссушённом море.
Тифон (яп. テュフォン Тю:фон)
Ведьма гордыни. И внешне, и внутренне похожа на ребёнка. При встрече с человеком спрашивает, не плохой ли он. Считает, что любой преступник должен быть справедливо наказан. Умерла во время потопа.
Кармилла (яп. カーミラ Ка:мира)
Ведьма похоти. Выглядит как маленькая девочка с розовыми волосами, маленькой грудью, худыми ногами и руками, испускает свет. Неуверенная в себе и застенчивая, своим поведением может притягивать людей, компенсируя непритягательное тело. Умерла в пожаре.
Пандора (яп. パンドラ Пандора)
Ведьма тщеславия. Девушка с длинными платиновыми волосами и тёмно-синими глазами. Одета в белую ткань. Обладает способностью изменения реальности.
Гектор (яп. ヘクトール Хэкуто:ру)
Ведьмак уныния. Худощавый парень с болезненной внешностью. Носит костюм шута и имеет способность манипулирования гравитацией.

## Жители Пристеллы
Гарек Томпсон (яп. ギャレク・トンプソン Гярэку Томпусон)
Житель Пристеллы, отчим Фредерики Бауманн и Гарфиэля Тинзеля.
Реала Томпсон (яп. リアラ・トンプソン Риара Томпусон), она же Лисция Тинзель (яп. リーシア・ティンゼル Ри:сиа Тиндзэру)
Мать Фредерики Бауманн и Гарфиэля Тинзеля.
Фред Томпсон (яп. フレド・トンプソン Фурэдо Томпусон)
Родной сын Гарека Томпсона.
Муслан Каллард (яп. ムスラン・カラード Мусуран Кара:до)
Чиновник-наблюдатель в Пристелле.
Ина Каллард (яп. イーナ・カラード И:на Кара:до)
Жена Муслана.
Лусбель Каллард (яп. ルスベル・カラード Русубэру Кара:до)
Сын Муслана и Ины.
Тина (яп. ティーナ Ти:на)
Жительница Пристеллы.

## Исторические личности
Терезия ван Астрея (яп. テレシア・ヴァン・アストレア Тэрэсиа ван Асуторэа)
Сэйю: Минами Такахаси
Бывшая Святая Меча, жена Вильгельма. Погибла в бою с Белым Китом.
Рейд Астрея (яп. レイド・アストレア Рэйдо Асуторэа)
Первый Святой Меча, один из ключевых людей в запечатывании ведьмы 400 лет назад.
Волканика (яп. ボルカニカ Боруканика)
Дракон, покровитель Лугуники.
Флюгель (яп. フリューゲル Фурю:гэру)
Мудрец, один из ключевых людей в запечатывании ведьмы 400 лет назад.
Шаула (яп. シャウラ Сяура)
Ученица Флюгеля. Охраняет Сторожевую башню Плеяд.
Восьмирукий Курган (яп. 八つ腕のクルガン Яццу-Удэ но Каруган)
Герой империи Волакия, принадлежит к племени многоруких великанов. По слухам, погиб в бою несколько десятков лет назад. В 5-й арке веб-новеллы его, а также Терезию ван Астрею, в качестве марионеток использовала Капелла Эмерада Лугника.
Эмерада Лугника (яп. エメラダ・ルグニカ Эмэрада Ругуника)
Королева Лугуники.
Либре Ферми (яп. リブレ・フエルミ Рибурэ Фуэруми)
Ящер, один из трёх противников Лугуники во время «Войны полулюдей».
Сфинкс (яп. スピンクス Супинкусу)
Одна из трёх противников Лугники в Войне полулюдей. Одна из неудачных клонов Льюис Мейер.

## Другие
Тириэна (яп. ティリエナ Тириэна)
Дворянка из Густеко. Персонаж первого тома-ответвления.
Лилиана Маскарад (яп. リリアナ・マスカレード Ририана Масукарэ:до)
Бродячий бард. Упоминается в первом сборнике рассказов. Обладает способностью к телепатии (то есть может передавать свои мысли, но не читать чужие).
Лейп Бариэль (яп. ライプ・バーリエル Райпу Ба:риэру)
Граф, покойный муж Присциллы.
Наоко Нацуки (яп. 菜月 菜穂子 Нацуки Наоко) и Кэнъити Нацуки (яп. 菜月 賢一 Нацуки Кэнъити)
Родители Субару.
Ригель (яп. リゲル Ригэру) и Спика (яп. スピカ Супика)
Дети Рем и Субару в одной из побочных историй.
Темаэ (яп. テマエ Тэмаэ) и Кворк (яп. クオーク Куо:ку)
Родители Рем и Рам.
Фольтона (яп. フォルトナ Форутона)
Тётка Эмилии по отцовской линии и её опекун.
Арч (яп. アーチ А:ти)
Житель деревни эльфов.
Бьен Аргайль (яп. ビーン・アーガイル Би:н А:гайру)
Отец Феликса.
Мекарт Карстен (яп. メッカート・カルステン Мэкка:то Карусутэн)
Отец Круш.